# Czesław Taładaj
Czesław Taładaj (ur. 18 października 1921, zm. 5 czerwca 1982) – podpułkownik Ludowego Wojska Polskiego.

## Życiorys
Urodził się w 1921 jako syn Andrzeja. Podczas II wojny światowej od 1942 był członkiem PPR, działał też w Gwardii Ludowej. Po zakończeniu wojny uczestniczył w utrwalania władzy ludowej. Od 1948 członek PZPR. Awansowany do stopnia podpułkownika Ludowego Wojska Polskiego. Pracował w MSW i w służbie dyplomatycznej Ministerstwie Spraw Zagranicznych PRL. Pełnił funkcję konsula ambasady PRL w Oslo. Należał do ZBoWiD.
Był żonaty, miał synów. Zmarł 5 czerwca 1982 w wieku 60 lat. Został pochowany na Wojskowych Powązkach 11 czerwca 1982 (kwatera GIII-3-12).

## Odznaczenia i ordery
- Krzyż Oficerski Orderu Odrodzenia Polski
- Krzyż Kawalerski Orderu Odrodzenia Polski
- Brązowy Krzyż Zasługi (1953)[3]
- Odznaczenia państwowe i resortowe